# Decepción (forskningsstation)

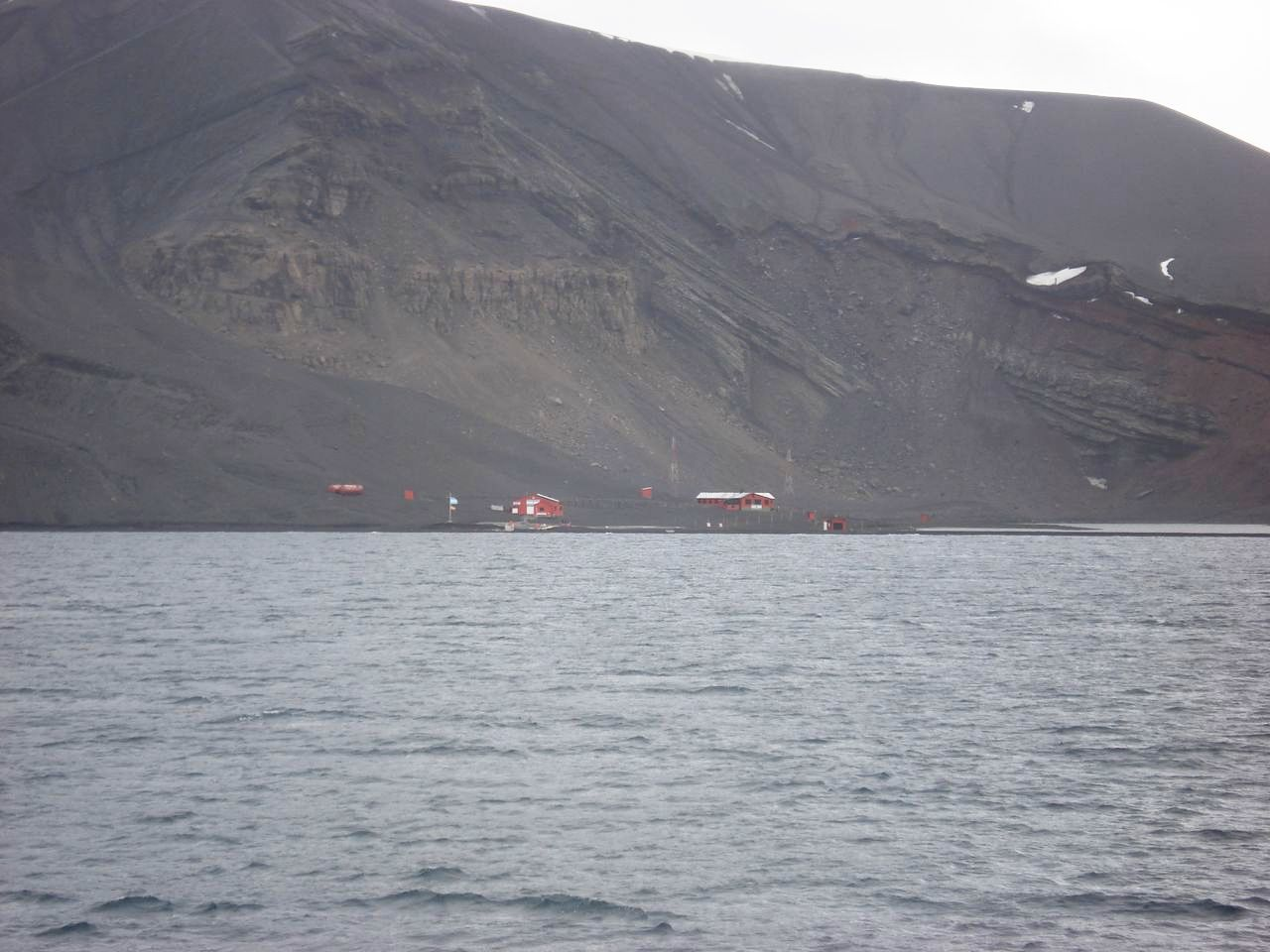
Argentinska Decepción år 2009

Decepción (Spanska: Base (Antártica) Decepción) är en argentinsk forskningsstation i Antarktis. Den ligger i viken Primero de Mayo (även kallad Fumarole) väster om Puerto Foster på ön Deception Island (Isla Decepción) i ögruppen Sydshetlandsöarna. Stationen ligger en kilometer från den spanska forskningsstationen Gabriel de Castilla. 
Decepción öppnades av den argentinska marinen 25 januari 1948, och var den viktigaste argentinska stationen i Antarktis fram till 1967, då vulkanutbrott inträffade. Sedan dess används stationen endast sommartid. Den används sedan länge för meteorologiska, seismografiska och jonosfäriska observationer. Den nuvarande forskningen är fokuserad på geologi och vulkanologi. 
Stationen består av åtta byggnader, av vilka några har skadats av utbrotten. I huvudbyggnaden finns sovsalar, kök, uppehållsrum, kontor och radio. Vidare finns ett vulkanobservatorium, ett båthus och en helikopterplatta.